# Eurydice saikaiensis
Eurydice saikaiensis är en kräftdjursart som beskrevs av Nunomura 2008. Eurydice saikaiensis ingår i släktet Eurydice och familjen Cirolanidae. Inga underarter finns listade i Catalogue of Life.